# یواس‌اس وادنا (اس‌پی-۱۵۸)
یواس‌اس وادنا (اس‌پی-۱۵۸) (به انگلیسی: USS Wadena (SP-158)) یک کشتی است که طول آن ۱۷۶ فوت (۵۴ متر) می‌باشد. این کشتی در سال ۱۸۹۱ ساخته شد.